# Villefranche-le-Château
Villefranche-le-Château è un comune francese di 24 abitanti situato nel dipartimento della Drôme della regione dell'Alvernia-Rodano-Alpi.

## Società

### Evoluzione demografica
Abitanti censiti